# Симптом випорожнень по типу «рисового відвару»
Симптом випорожнень по типу «рисового відвару» — особливий характер випорожнень при типовій холері. Є патогномонічним симптомом цієї хвороби. Розвивається під час розгортання діареї. З плином її спочатку калового характеру випорожнення стають усе рідкішими, зрештою являють собою рясні, водянисті, безбарвні, з сіруватими грудочками, що загалом нагадує «рисовий відвар» або «вивар». Грудочки складаються зі слизу, злущеного кишкового епітелію, лейкоцитів, кристалів трипельфосфату. Випорожнення мають іноді незначний запах свіжепатраної риби. Можуть досягати в об'ємі десятків літрів. У тяжких випадках через певний час з'являється блювання, блювотні маси спочатку містять домішки жовчі, а згодою також нагадують «рисовий відвар».